# Ебріма Дарбо
Ебріма Дарбо (англ. Ebrima Darboe, нар. 6 червня 2001, Серекунда) — гамбійський футболіст, півзахисник австрійського клубу ЛАСК, в якому він грає в оренді з італійського клубу «Рома», та національної збірної Гамбії.

## Клубна кар'єра
Ебріма Дарбо народився у найбільшому місті Гамбії Серекунда. У ранньому віці перебрався до Італії, де розпочав займатися футболом спочатку в юнацькій команді клубу «Янг Рієті», а пізніше перейшов до футбольної школи клубу «Рома». У 2021 році дебютував у основному складі «Роми», на середину 2023 року зіграв у складі команди 6 матчів у чемпіонаті Італії.
У 2023 році римський клуб віддав гамбійського футболіста в оренду до австрійського клубу ЛАСК.

## Виступи за збірну
У 2021 році Ебріма Дарбо дебютував у складі національної збірної Гамбії в товариському матчі проти збірної Нігеру. Станом на середину вересня 2021 року зіграв 3 матчі у складі національної збірної, в яких забитими м'ячами не відзначився.
| Дата       | Місто       | Господарі        | Результат | Гості           | Турнір                                      | Голи | Примітки |
| ---------- | ----------- | ---------------- | --------- | --------------- | ------------------------------------------- | ---- | -------- |
| 5-6-2021   | Манавгат    | Гамбія           | 2 – 0     | Нігер           | товариський матч                            | -    | 71'      |
| 8-6-2021   | Манавгат    | Гамбія           | 1 – 0     | Того            | товариський матч                            | -    | 78'      |
| 11-6-2021  | Манавгат    | Косово           | 1 – 0     | Гамбія          | товариський матч                            | -    | 46'      |
| 9-10-2021  | Ель-Джадіда | Гамбія           | 1 – 2     | Сьєрра-Леоне    | товариський матч                            | -    | 60'      |
| 12-10-2021 | Ель-Джадіда | Гамбія           | 2 – 1     | Південний Судан | товариський матч                            | -    | 34' 68'  |
| 16-11-2021 | Абу-Дабі    | Нова Зеландія    | 2 – 0     | Гамбія          | товариський матч                            | -    | 46'      |
| 12-1-2022  | Лімбе       | Мавританія       | 0 – 1     | Гамбія          | Кубок африканських націй 2021 - 1-й етап    | -    | 64'      |
| 24-1-2022  | Бафусам     | Гвінея           | 0 – 1     | Гамбія          | Кубок африканських націй 2021 - 1/8 фіналу  | -    | 72'      |
| 29-1-2022  | Дуала       | Гамбія           | 0 – 2     | Камерун         | Кубок африканських націй 2021 - чвертьфінал | -    | 56'      |
| 23-3-2022  | Яунде       | Чад              | 0 – 1     | Гамбія          | Відбір до Кубка африканських націй 2023     | -    | 60'      |
| 29-5-2022  | Дубай       | ОАЕ              | 1 – 1     | Гамбія          | товариський матч                            | -    | 88'      |
| 4-6-2022   | Тієс        | Гамбія           | 1 – 0     | Південний Судан | Відбір до Кубка африканських націй 2023     | -    | 71'      |
| 8-6-2022   | Браззавіль  | Республіка Конго | 1 – 0     | Гамбія          | Відбір до Кубка африканських націй 2023     | -    | 44' 62'  |
| Усього     |             | Матчів           | 13        |                 | Голів                                       | 0    |          |

## Титули і досягнення
- Переможець Ліги конференцій УЄФА (1):

«Рома»: 2021–22